# Lomlom
Lomlom es la mayor de las islas Reef de las Islas Salomón. Está ubicado en la provincia de Temotu, mide siete por cuatro kilómetros y está separado de Fenualoa por un profundo canal. La elevación estimada del terreno sobre el nivel del mar es de unos 21 metros. Las variantes del nombre de la isla son Fonofono y Lom lom.
Lomlom cuenta con el aeropuerto de Lomlom, el único aeródromo de las islas Reef.